# Molí de Fals
El Molí de Fals és una obra de Fonollosa (Bages) inclosa a l'Inventari del Patrimoni Arquitectònic de Catalunya.

## Descripció
Edifici quadrat en forma de torre, possiblament del segle xiii-XIV. A la part baixa una porta adobellada amb arc de mig punt dona accés a una estança d'uns 6,5 x 5 m on hi anaben dues moles i coberta amb volta de canó al seu damunt si veuen dues arcades apuntades i una de punt rodó que aguanten el pis superior. Un gran finestral fòtic dona llum en aquest primer pis, Pel darrere hi ha la bassa i el seu cacau.